# Onegai My Melody
Onegai My Melody (おねがいマイメロディ Onegai mai merodi?, lit. Por favor, mi melodía) es una serie de anime basada en un personaje de la compañía Sanrio, llamada My Melody. Producida por Studio Comet, la primera temporada fue estrenada el 3 de abril de 2005 y finalizó el 26 de marzo de 2006 por las cadenas Animax, TV Osaka y TV Tokyo, teniendo una extensión de 52 episodios. Una secuela, Onegai My Melody ~Kuru Kuru Shuffle!~, comenzó su transmisión el 2 de abril de 2006 y finalizó el 23 de marzo de 2007. Una tercera parte, Onegai My Melody Sukkiri, se estrenó el 1 de abril de 2007. En España fue distribuida en DVD sus dos primeras temporadas por Jonu Media.

## Argumento
Kuromi y Baku estaban presos en un calabozo de Maryland. Un día logran escapar y encuentran la «Melody-llave» (un instrumento mágico) y el «Melody-arco» (un arco mágico de violín) y huyen con ellos al mundo humano con la misión de conseguir las «Notas Negras» para resucitar al espíritu del poder oscuro, haciendo que los sueños de los humanos se hagan realidad pero convertidos en pesadillas. Bajo estas circunstancias, My Melody es sospechosa de ayudarlos a escapar. Se le ordena entonces a My Melody ir al mundo humano para detenerlos y salvar los sueños de la gente. En la ciudad de Yumegaoka, Kuromi está engañando a la gente diciéndoles que ella concederá sus deseos, para así crear pesadillas con la «Melody-llave». My Melody también llega a la ciudad de Yumegaoka y conoce a Yumeno Uta, una joven estudiante de secundaria. Ella es ayudada por My Melody, cuando termina siendo víctima de la «Melody-llave» de Kuromi. Es entonces cuando My Melody comienza a vivir con ella. Luego, My Melody y Uta terminan envueltas en varios problemas causados por Kuromi, pero los resuelven usando la «Melody-varita» (otro instrumento mágico) que el rey de Maryland le dio a My Melody.
Conforme cada temporada la serie progresa, apareciendo nuevas tareas para My Melody y sus amigos. En ~KuruKuru Shuffle!~, My Melody debe conseguir «Notas Rosas» mientras que Kuromi debe obtener «Notas negras» para que puedan pedir deseos. En Sukkiri♪, My Melody y Kuromi fueron candidatas a ser la nueva princesa de Maryland. A diferencia de las tres primeras temporadas, Kirara★ toma lugar antes de que Kuromi escape al mundo humano y antes de que My Melody usara la «Melody-varita». Se dice que Kirara es la primera humana que haya entrado a Maryland alguna vez.

## Personajes habitantes de Maryland

### My Melody
マイメロディ
Seiyū: Rei Sakuma (Jaione Insausti en castellano)
My Melody es la protagonista de la serie. Ella es del bosque de Maryland, y es una conejita que durante toda la serie se muestra usando una capucha rosada que también cubre sus orejas. Con una habilidad adecuada para cocinar, My Melody es la que les prepara la comida a Uta y su familia. La magia que proviene de su «Melody-varita» solo puede ser usada como antídoto para el hechizo de Kuromi. En la primera temporada, cuando ella ondea la «Melody-varita», una pequeña calcomanía de corazón aparece para adherirse a un objeto o cosa que necesariamente tiene que representar una figura viva (como un dibujo, un muñeco o una estatua) para así traerla a la vida. El objeto animado ayuda entonces a revertir los efectos de la magia de Kuromi. En KuruKuru shuffle ella ya no requiere la presencia de un objeto con forma de criatura, ya que puede convocar a una criatura mágica o persona conocida para que la ayude. Además, cuando la «Melody-varita» pasó a ser el «Hyper Melody Tact», ella era capaz de convocar a dos personas a la vez. Lo último que pudo hacer era dibujar ella misma las cartas para llamar a las personas que quisiera.

### Kuromi
クロミ
Seiyū: Junko Takeuchi (Ana Begoña Eguileor en castellano)
Kuromi es la antagonista principal quien siente rencor contra My Melody. Ella también es una conejita y usa un sombrero de bufón negro con una calavera rosa en el centro de su frente, la cual imita la expresión facial que tiene Kuromi en ese momento. Es una prisionera fugitiva de Maryland. Para resucitar al espíritu oscuro al que llama "Oscurito", necesita conseguir las 100 «Notas Negras», las cuales son creadas a través de energía de sueños que ella cumpla; esto lo hace con la esperanza de vencer My Melody. Usa un instrumento llamado «Melody-llave» para hacer su magia. El punto débil de Kuromi es su cola (puesta por accidente), ya que si alguien la pisa ella cae inconsciente. Se revela que Kuromi era prisionera debido a que cometió crímenes como robar pan para alimentar a la familia de Baku y hacer llorar a sus padres. En el momento en que Kuromi estaba siendo juzgada, Baku intentó convencer al jurado de que él también fue responsable. Pero Kuromi reclamó que Baku estaba mintiendo, una estrategia para que su amigo no compartiera un destino similar al de ella. Lo que inició su odio hacia My Melody fue un accidente donde esta última sin saberlo arrancó una página de su diario para frotar la nariz de una oveja llamada Piano. Desde entonces, Kuromi ha estado escribiendo en su diario sus desgracias y momentos desfavorables que le ha causado My Melody aunque no deliberadamente. My Melody nunca entiende ni se da cuenta del por qué Kuromi se enoja por esas cosas.Es la única serie donde Kuromi es la mala. También se confirmó que es Gothic Lolita y Tomboy

### Baku
バク
Seiyū: Noboru Maeda (Josu Valera en castellano)
Es un tapir púrpura con la habilidad de volar y es el compañero de Kuromi. Es el "mejor amigo" de Kuromi (se desconoce si el o Kuromi tengan algún otro mejor amigo). Kuromi suele ser algo exigente con él, pero a pesar de ello lo quiere mucho. Aunque ambos son animales, su relación es más de mascota y dueña. Al igual que Kuromi, Baku tiene un diario donde escribe sus momentos con ella. Hiiragi lo quema a la mitad de la primera temporada, pero inicia uno nuevo en la segunda temporada. Baku tiene la habilidad de oler las «notas negras», cuando una es obtenida, Kuromi la espeta con una aguja y Baku se la come. Baku conoció por primera vez a Kuromi en una playa de Maryland cuando ella estaba gritando hacia el horizonte para desahogarse. Baku le sirve de transporte aéreo a Kuromi cuando van a un lugar. Baku usualmente dice "zona" al final de cada oración, al igual que muchos personajes de anime, pero solo ocurre en el doblaje original de Japón. Aunque no lo admita ni lo demuestre, está enamorado de Kuromi y en varios episodios ha tratado de besarla, aunque ella siempre termina golpeándolo en la cabeza y él lo intenta de nuevo. Además se pone celoso cuando Kuromi atrae la atención de alguien más que no sea él.

### Flat
フラット
Seiyū: Kaori Miura (Belén Oskoz en castellano)
Es un ratón azul con un listón en su cola. Es el más cercano a My Melody de todos sus amigos. Ante ciertos problemas, especialmente uno creado por la magia de Kuromi, My Melody usa un hechizo en Flat para aliarse con él. Flat también tiene unas grandes habilidades sociales cuando se transforma para interactuar con el género opuesto. Debido a esto, él ocasionalmente le da consejos a Kogure cuando intenta hacer contacto con Uta en ciertas situaciones.

## Personajes humanos

### Uta Yumeno
夢野 歌 Yumeno Uta
Seiyū: Azusa Kataoka (Pilar Ferrero en castellano)
Es la amiga humana de My Melody y es la primera persona en ser víctima de la «Melody-llave» de Kuromi. Su carácter es amistoso y enérgico. Cuando canta, recarga la energía de la «Melody-varita», similar a como Hiragi recarga la «Melody-Llave» con su violín. Se descubre en el episodio 4 de la primera temporada que su madre es una "Estrella en los cielos", lo cual significa que ella murió por razones desconocidas antes de que los eventos de las temporadas tomaran lugar. Le gusta Hiiragi, aunque finalmente se enamora de su mejor amigo y peor compañero (según ella) Kogure Kakeru. En Onegai My Melody Sukkiri, ella se vuelve la novia de Kogure.

### Kakeru Kogure
小暮 駆 Kogure Kakeru
Seiyū: Miyuki Sawashiro (Eba Ojanguren en castellano)
Uno de los amigos de Uta, le gusta tanto correr que está en el equipo de atletismo de su colegio y se esfuerza por superar el récord. Kakeru conocía a Uta desde que ellos eran pequeños, siempre la molesta y cuando está por hablar sobre Hiragi éste comienza a discutir y se enoja fácilmente con ella, aunque de enojarse viene de ambas partes. Al pasar el tiempo ambos van dándose cuenta de que ambos se gustan. Kakeru en el episodio 41 de la segunda temporada le confiesa a Uta lo que siente por ella; antes de que eso ocurriera Flat no paraba de insistirle en que se declarara.

### Keiichi Hiiragi
柊 恵一 Hiiragi Keiichi
Seiyū: Ryōtarō Okiayu (Pedro Arrieta en castellano)
Un joven apuesto y formal, famoso violinista. En la primera temporada es quien recarga la «Melody-llave» de Kuromi del poder oscuro. Es muy popular entre las chicas y al mismo tiempo hay muchísimos chicos que no lo soportan debido a su personalidad y se forma de ser. Aunque al principio él sólo se acercaba a Uta para descubrir cómo derrotar a My Melody, después comienza a sentirse atraído por ella, aunque al final ella lo rechaza por Kogure.

### Jun Hiiragi
柊 潤 Hiiragi Jun
Seiyū: Isohata Hayto
Es el hermano menor de Keiichi. Aparece en Kurukuru Shuffle! y reemplaza a su hermano en el papel de recargar la «Melody-llave» para Kuromi. A diferencia de su hermano es una persona muy poco sofisticada. Le gusta tocar la guitarra eléctrica a muy alto volumen y comer comida chatarra.

### Mana Fujisaki
藤崎 真菜 Fujisaki Mana
Seiyū: Yuu Sugimoto (Judith Huegun en castellano)
Es una chica de pelo rojo que le gustan las artes marciales y es una de las amigas de Uta. Tiene una fobia tan grande a las cosas “lindas” que hasta la ponen enferma debido a un trauma que tuvo de niña,lo  que provoca un rechazo hacia usar vestidos y tanto a My Melody como a los amigos de ella (se rumorea que es una parodia y extremo de las chicas Tomboy). Cuando Kuromi y Baku crean el caos, ella a menudo los expulsa con una patada que los saca volando.

### Miki Sakurazuka
桜塚 美紀 Sakurazuka Miki
Seiyū: Ami Koshimizu (Ikerne Garamendi en castellano)
Es la mejor amiga de Uta y se conocen desde la infancia. Ama lo alegre, lo dramático y lo romántico. Le encanta dibujar y hacer poemas; incluso si hay problemas, ella hace sus rimas. Aunque a ella también le atrae Hiiragi, en el capítulo 7 de la primera temporada, confiesa que lo que siente por Hiiragi no se compara con lo que sentía Uta por él.